# اتانازی (فیلم)
اتانازی فیلمی با موضوع اجتماعی از رحمان رضایی است. این فیلم تولید سال ۱۳۸۰ و فیلم نامهٔ آن نوشته دکتر محمدهادی کریمی است که با دَستمایه قرار دادن موضوعی پزشکی (اوتانازی) وارد مسایل اجتماعی نسل جوان می‌شود.

## داستان فیلم
دکتر ماکان برنا در جریانِ معالجه یکی از بیماران خود به نام پرنیان شهسوار دلداده او می‌شود. پرنیان که از خانواده‌ای ثروتمند و متمکن است به دلیل بیماری قلبی خود دچار افسردگی شده و امید خود را از دست می‌دهد. از سوی دیگر، فراز ورزشکار سرشناس و بنام که بدلیل ابتلا به بیماری سرطان از مرگ حتمیِ خود اطلاع یافته.

## بازیگران
- علیرضا ثانی فر
- حسام نواب صفوی
- ایمان اشراقی
- سولماز غنی
- ساغر عزیزی
- نغمه سجودی
- رزیتا استکی
- رویا نجفی